# Uvala Drašnica - vrulja
Uvala Drašnica - vrulja este o arie protejată (sit de importanță comunitară — SCI) din Croația întinsă pe o suprafață de 0,78 ha, integral marine.

## Localizare
Centrul sitului Uvala Drašnica - vrulja este situat la coordonatele 43°12′55″N 17°06′37″E / 43.215257°N 17.110344°E.

## Înființare
Situl Uvala Drašnica - vrulja a fost declarat sit de importanță comunitară în iulie 2013 pentru a proteja un număr necunoscut de specii din flora spontană și fauna sălbatică aflate în arealul zonei.

## Biodiversitate
Situată în ecoregiunea marină mediteraneană, aria protejată conține 1 habitat natural: Lagune de coastă.
La baza desemnării sitului se află un număr nedeclarat de specii protejate.